# Glypta ruficornis
Glypta ruficornis är en stekelart som beskrevs av Walsh 1873. Glypta ruficornis ingår i släktet Glypta och familjen brokparasitsteklar. Inga underarter finns listade i Catalogue of Life.